# 四川雉鹑
四川雉鹑（学名：Tetraophasis szechenyii）为雉科雉鹑属的鸟类，是中国的特有物种。分布于四川、青海、云南、西藏等地，一般栖息于针叶林以及杜鹃灌丛。该物种的模式产地在四川西部。